# 1486 Мерилін
1486 Мерилін (1486 Marilyn) — астероїд головного поясу, відкритий 23 серпня 1938 року.
Тіссеранів параметр щодо Юпітера — 3,657.